# Прайор, Ричард
Ри́чард Фра́нклин Ле́ннокс То́мас Пра́йор (англ. Richard Franklin Lennox Thomas Pryor; 1 декабря 1940, Пеория, Иллинойс — 10 декабря 2005, Энсино, Калифорния) — американский комик, актёр и сценарист. Был известен своим бескомпромиссным подходом к проблеме расизма и прочих современных социальных трудностей, а также обилием пошлостей и использованием ненормативной лексики в выступлениях. Считается одним из самых значимых стендап-комиков, чей авторитет признаётся как публикой, так и другими мастерами жанра.

## Ранняя жизнь и начало карьеры
Прайор родился в Пеории, Иллинойс. Когда ему было 10 лет, мать оставила его на попечении бабушки, жестокой женщины, хозяйки борделя. Прайор рос вместе с четырьмя такими же как он брошенными детьми. В 14 лет он был исключён из школы и начал зарабатывать разными способами. Первым опытом выступления на сцене для Прайора стала игра на ударных в ночном клубе.
С 1958 по 1960 Ричард Прайор служил в армии США, но большую часть этого срока провёл в армейской тюрьме. Причиной, по данным еженедельника The New Yorker, послужил инцидент, имевший место во время дислокации войск в Германии. Во время просмотра художественного фильма Дугласа Сёрка «Имитация жизни» один белокожий солдат чересчур эмоционально комментировал межрасовые отношения (одна из героинь картины негритянка, у которой белокожая дочь), в результате чего завязалась драка, в ходе которой несколько чернокожих солдат, включая Прайора, избили зачинщика и порезали его ножом (несмертельно).
В 1963 году Прайор переехал в Нью-Йорк, где начал карьеру эстрадного артиста. Одним из первых выступлений Прайора было открытие вечера (конферанс) певицы Нины Симон в клубе The Village Gate. По словам Симон, у Прайора обнаружилась острая боязнь сцены, так что ей пришлось успокаивать его и перед первым выступлением, и в последовавшие вечера.
Вскоре Прайор стал регулярно появляться в телевизионных развлекательных передачах «Шоу Эда Салливана» и «The Tonight Show Starring Johnny Carson». Популярность Прайора быстро росла, он решил попробовать себя на сцене Лас-Вегаса, где его ждал успех в качестве стэндап-комика.
В сентябре 1967 года с Прайором случилось то, что позже в автобиографии он назвал «просветлением». Выйдя на сцену Aladdin Hotel (ныне Planet Hollywood Las Vegas), Ричард Прайор обвёл взглядом зрительский зал, полный публики, крикнул в микрофон: «Какого хрена я здесь делаю?!» («What the fuck am I doing here!?») и ушёл за кулисы. После этого случая Прайор начал использовать в выступлениях ненормативную лексику, а также слово «ниггер». В этот период выходит его первая пластинка, выпущенная лейблом Reprise Records.
В 1967 году умирает мать Прайора, а годом позже отец.

## Признание и успех
В 1969 году Прайор переезжает в Беркли, Калифорния, где примыкает к молодёжной контркультуре, тесно общается с правозащитником Хьюи Ньютоном и драматургом Измаилом Ридом. Прайор продолжает записывать пластинки со своими монологами и песнями на разных звукозаписывающих студиях, а начиная с 1970 года пытается пробиться на телевидение, принимая участие в различных развлекательных шоу в качестве гостя и исполнителя. Пишет сценарии для нескольких шоу и других комиков. В 1974 его обвиняют в уклонении от уплаты налогов, и Прайор 10 дней проводит под арестом. В 1977-м в эфир телеканала NBC выходит его собственное телевизионное шоу «The Richard Pryor Show».
В 1979, на пике своей карьеры, Прайор посещает Африку. По возвращении он обещает, что никогда больше не произнесёт со сцены слово «ниггер».
В 70-е и 80-е годы он появляется в эпизодических и второстепенных ролях во множестве популярных кинофильмов, в том числе играет главную роль в фильме «Игрушка» 1982 года, ремейке одноимённой французской комедии с Пьером Ришаром.
В 1983-м Прайор заключает контракт с Columbia Pictures сроком на 5 лет и стоимостью 40 млн долларов. В рамках этого контракта Прайор снимается в череде успешных кинолент (так комедийная роль в «Супермен 3» принесла Прайору гонорар в 4 млн долларов). Не менее популярными оказались «Миллионы Брюстера» 1985 года и «Ничего не вижу, ничего не слышу» 1989 года, где он великолепно сыграл вместе со своим партнёром Джином Уайлдером.
В 1989-м Прайор снимается в режиссёрском дебюте Эдди Мёрфи «Гарлемские ночи», который был очень неоднозначно принят прессой. Мёрфи был номинирован на премию «Золотая малина» как худший режиссёр года, однако в прокате фильм собрал более 60 млн долларов в США и 95 млн по всему миру. Картина примечательна тем, что в ней снялись представители сразу трёх поколений чернокожих комиков: Редд Фокс, Ричард Прайор и Эдди Мёрфи.
В 1990-х из-за серьёзных проблем со здоровьем Ричард Прайор практически перестал сниматься.

## Личная жизнь
В ноябре 1977 Прайор пережил сердечный приступ. В середине 1980-х ему был поставлен диагноз рассеянный склероз. В 1990-м Прайор перенёс ещё более сложный приступ, обернувшийся для него тройным шунтированием сердца. В начале 90-х он оказался прикован к инвалидному креслу и перемещался на моторном скутере.

### Инцидент с фрибэйзингом
9 июня 1980 года, во время съёмок фильма «Буйнопомешанные» (1980), Прайор поджёг себя во время употребления крепкого рома и фрибэйзинга (способ употребления наркотических веществ, в частности, кокаина, при котором вещество нагревается на открытом огне и вдыхаются его пары). Дочь Прайора утверждала, что он, будучи в наркотическом психозе, облил сам себя ромом и поджёг. Объятый пламенем, Прайор выбежал из дома на улицу и бежал, пока не был остановлен полицейским патрулём. Он был доставлен в больницу, где обнаружилось, что ожог составил 50 % поверхности его тела. В результате Прайор провёл 6 недель в ожоговом центре.
Позже этот инцидент Ричард Прайор использовал в своих выступлениях, в частности, в комедийном альбоме 1982 года «Richard Pryor: Live on the Sunset Strip» (где он шутит, что взрыв произошёл, когда он макнул печенье в стакан с обезжиренным молоком). Также он посмеялся над людьми, которые, помахивая зажжённой спичкой в воздухе, спрашивали: «Что это? Это Ричард Прайор бежит по улице!».

### Браки и отношения
Прайор был женат семь раз на пяти женщинах:
1. Патриша Прайс; поженились в 1960 и развелись в 1961 году.
2. Шелли Бонус; поженились в 1967 и развелись в 1969 году.
3. Дебора Макгуайер; поженились в 1977 и развелись в 1978 году.
4. Дженнифер Ли; поженились в августе 1981 года. Прайор и Ли развелись в октябре 1982 года, однако повторно вступили в брак 29 июня 2001 года, и оставались вместе до смерти Прайора.
5. Флинн Белейн; поженились в октябре 1986 года. Прайор и Белейн развелись в апреле 1987 года, но повторно вступили в брак 1 апреля 1990, однако вновь развелись в июле 1991.

Прайор также имел отношения с актрисами Пэм Гриер и Марго Киддер. Автобиография «Становясь Ричардом Прайором» (2014), написанная Скоттом Солом, упоминает, что «Прайор признавал свою бисексуальность». Также музыкант Куинси Джонс и вдова Прайора Дженнифер Ли в 2018 году заявляли, что тот имел сексуальные отношения с актёром Марлоном Брандо и не скрывал своей бисексуальности от друзей. Дочь Прайора Рейн отвергла утверждения Джонса и Ли, на что Ли сказала, что та находится в отрицании. Сам Прайор в своей автобиографии признавал, что у него были двухнедельные отношения с трансвеститом, которые он назвал «двумя неделями будучи геем».

### Дети
1. Рене (род. 1957) — дочь Прайора и его девушки Сьюзан, родившаяся, когда Прайору было 17 лет.
2. Ричард Прайор-младший (род. 1961) — сын Прайора и его первой супруги Патриши Прайс.
3. Элизабет Энн (род. апрель 1967) — дочь Прайора и его девушки Максин Андерсон (также известной как Максин Сильверман).
4. Рейн (род. 16 июля 1969) — дочь Прайора и его второй супруги Шелли Бонус.
5. Стивен (род. 1984) — сын Прайора и Флинн Белейн, позже ставшей его пятой супругой.
6. Келси (род. октябрь 1987) — сын Прайора и его пятой супруги Флинн Белейн.
7. Франклин (род. 1987) — сын Прайора и актрисы Джеральдины Мейсон.

## Смерть
Ещё в 1986 году во время съёмок комедии «Миллионы Брюстера» Прайор узнал о том, что является жертвой рассеянного склероза. Болезнь начала прогрессировать в конце 1980-х, у комика появилась скованность в движениях, что хорошо видно в его последней большой киноработе «Другой ты». Развившийся недуг вынудил Прайора перемещаться на моторизированном скутере (на нём его можно видеть в последнем появлении на экране, в роли владельца автомастерской Арни в фильме Дэвида Линча «Шоссе в никуда»).
В 2004 году Прайор получил 1-е место в списке «100 лучших стэндап-комиков всех времён и народов» кабельного телеканала Comedy Central.
В конце 2004 года сестра Прайора сообщила прессе, что из-за болезни Ричард утратил голос. Тем не менее 9 декабря 2005 года на официальном сайте Ричарда Прайора появилось его заявление: «Я устал выслушивать это дерьмо обо мне, что я не могу говорить… неправда… У меня бывают хорошие дни, бывают плохие дни… но я по-прежнему болтающий ублюдок!» («I’m sick of hearing this shit about me not talking… not true… I have good days, bad days… but I still am a talkin' motherfucker!»)
10 декабря 2005 года, в возрасте 65 лет Ричард Прайор скончался от сердечного приступа. Его тело было кремировано, прах передан семье.

## Фильмография
| Год  |    | Русское название                               | Оригинальное название                                           | Роль                                     |
| ---- | -- | ---------------------------------------------- | --------------------------------------------------------------- | ---------------------------------------- |
| 1966 | с  | Дикий дикий запад                              | The Wild Wild West                                              | Виллар                                   |
| 1967 | ф  | —                                              | The Busy Body                                                   | Уиттакер                                 |
| 1968 | ф  | Дикарь на улицах                               | Wild in the Streets                                             | Стэнли Икс                               |
| 1969 | с  | Молодые юристы                                 | The Young Lawyers                                               | Отис Такер                               |
| 1969 | ф  | —                                              | Uncle Tom’s Fairy Tales                                         | н/д                                      |
| 1970 | тф | Армия Картера                                  | Carter’s Army                                                   | рядовой Джонатан Кранк                   |
| 1970 | ф  | Финкс                                          | The Phynx                                                       | в роли самого себя                       |
| 1971 | с  | Семья Партриджей                               | The Partridge Family                                            | Эй И Саймон                              |
| 1971 | ф  | Шагай в такт слов своих, чтоб ритм не потерять | You’ve Got to Walk It Like You Talk It or You’ll Lose That Beat | Уайно                                    |
| 1972 | с  | Отряд «Стиляги»                                | The Mod Squad                                                   | Кэт Гриффин                              |
| 1972 | ф  | Леди поёт блюз                                 | Lady Sings the Blues                                            | пианист                                  |
| 1973 | ф  | Сутенёр                                        | The Mack                                                        | Слим                                     |
| 1973 | ф  | Кто-то зовёт это любовью                       | Some Call It Loving                                             | Джефф                                    |
| 1973 | ф  | Удар                                           | Hit!                                                            | Майк Уиллмер                             |
| 1974 | ф  | Субботний вечер на окраине города              | Uptown Saturday Night                                           | Шарп Ай Вашингтон                        |
| 1975 | ф  | —                                              | Adiós Amigo                                                     | Сэм Спейд                                |
| 1976 | ф  | Странствующие звезды Бинго Лонга и мото-короли | The Bingo Long Traveling All-Stars & Motor Kings                | Чарли Сноу                               |
| 1976 | ф  | Автомойка                                      | Car Wash                                                        | папочка Рич                              |
| 1976 | ф  | Серебряная стрела                              | Silver Streak                                                   | Гровер                                   |
| 1977 | ф  | Молния                                         | Greased Lightning                                               | Уэнделл Скотт                            |
| 1977 | ф  | Переезд                                        | Which Way Is Up?                                                | Лерой Джонс / Руфус Джонс / Ленокс Томас |
| 1978 | ф  | Конвейер                                       | Blue Collar                                                     | Зик                                      |
| 1978 | ф  | Уиз                                            | The Wiz                                                         | Уиз / Герман Смит                        |
| 1978 | ф  | Калифорнийский отель                           | California Suite                                                | доктор Чонси Гамп                        |
| 1979 | ф  | Маппеты                                        | The Muppet Movie                                                | продавец воздушных шаров                 |
| 1980 | ф  | Всё о Моисее                                   | Wholly Moses!                                                   | фараон                                   |
| 1980 | ф  | Бог подаст                                     | In God We Tru$t                                                 | Б.О.Г.                                   |
| 1980 | ф  | Буйнопомешанные                                | Stir Crazy                                                      | Генри Монро                              |
| 1981 | ф  | Проигрыш                                       | Bustin’ Loose                                                   | Джо Брекстон                             |
| 1982 | ф  | Ну и герой                                     | Some Kind of Hero                                               | Эдди Келлер                              |
| 1982 | ф  | Игрушка                                        | The Toy                                                         | Джек Браун                               |
| 1983 | ф  | Супермен 3                                     | Superman III                                                    | Гас Горман                               |
| 1985 | ф  | Миллионы Брюстера                              | Brewster’s Millions                                             | Монтгомери Брюстер                       |
| 1986 | ф  | Танцор Джо Джо, это твоя жизнь                 | Jo Jo Dancer, Your Life Is Calling                              | танцор Джо Джо                           |
| 1986 | ф  | Критическое состояние                          | Critical Condition                                              | Эдди / Кевин                             |
| 1988 | ф  | Переезд                                        | Moving                                                          | Арло Пир                                 |
| 1989 | ф  | Ничего не вижу, ничего не слышу                | See No Evil, Hear No Evil                                       | Уолли                                    |
| 1989 | ф  | Ночи Гарлема                                   | Harlem Nights                                                   | Рэй / Сахар                              |
| 1991 | ф  | Другой ты                                      | Another You                                                     | Эдди Деш                                 |
| 1991 | ф  | —                                              | The Three Muscatels                                             | рассказчик / Уайно / бармен              |
| 1993 | с  | Мартин                                         | Martin                                                          | в роли самого себя                       |
| 1995 | с  | Надежда Чикаго                                 | Chicago Hope                                                    | Джо Спрингер                             |
| 1996 | ф  | Время бешеных псов                             | Mad Dog Time                                                    | Джимми Могильщик                         |
| 1996 | с  | Малькольм и Эдди                               | Malcolm & Eddie                                                 | дядя Бак                                 |
| 1997 | ф  | Шоссе в никуда                                 | Lost Highway                                                    | Арни                                     |
| 1999 | с  | Шоу Норма                                      | The Norm Show                                                   | мистер Джонсон                           |